# イブの三つの顔
『イブの三つの顔』（イブのみっつのかお、The Three Faces of Eve）は、1957年のアメリカ合衆国のミステリー映画である。
ナナリー・ジョンソン監督。
本作品は、精神科医のCorbett H. ThigpenとHervey M. Cleckleyによる1957年の同名の著書に基づいている。同著の邦訳は『私という他人―多重人格の病理』(講談社、1973年)として刊行され、のちに講談社プラスアルファ文庫で同題名で1996年に再刊行された。
ThigpenとCleckleyは、脚本の執筆も手伝った。
物語は、彼らの患者である解離性同一性障害（当時は複数人格障害として知られていた）に苦しんでいるChris Costner Sizemore（イブ・ホワイト）の事例に基づいている。
Sizemoreのアイデンティティは隠され、1977年まで一般に公開されなかった。
アメリカの女優ジョアン・ウッドワードは、映画でのパフォーマンスでアカデミー主演女優賞を受賞し、3つの異なる個性(イブ・ホワイト、イブ・ブラック、ジェーン)を演じたことでアカデミー賞を獲得した史上初の女優になった。
また『イブの三つの顔』は、1936年にベティ・デイヴィスが『青春の抗議』で受賞して以来となる、ほかの賞にノミネートされずに主演女優賞を受賞した作品となった。

## スタッフ
以下のスタッフ名はallcinemaとIMDbに従った。
- 監督 - ナナリー・ジョンソン（英語版）
- 製作 - ナナリー・ジョンソン
- 脚本 - ナナリー・ジョンソン
- 撮影 - スタンリー・コルテス（英語版）
- 音楽 - ロバート・エメット・ドーラン（英語版）
- 編集 - Marjorie Fowler

## キャスト
- ジョアン・ウッドワード[1] - イブ・ホワイト／イブ・ブラック／ジェーン[4]
  - Mimi Gibson - イブ - 8歳[4]
- デヴィッド・ウェイン[1] - Ralph White[4]
- リー・J・コッブ[1] - Doctor カーティス・ルーサー[4]
- エドウィン・ジェローム[1](Edwin Jerome) - Doctor Francis Day[4]
- Alena Murray - 秘書[4]
- ナンシー・カルプ[1](Nancy Kulp) - Mrs. ブラック[4]
- ダグラス・スペンサー[1](Douglas Spencer) - Mr. ブラック[4]
- Terry Ann Ross - Bonnie White[4]
- Ken Scott - Earl[4]
- Alistair Cooke - 映画のナレーター[4]
- ヴィンセント・エドワーズ - 陸軍軍曹（クレジットなし）[4]

## 映画賞
| 賞                                         | カテゴリー                       | ノミネート             | 結果       | 脚注  |
| ------------------------------------------ | -------------------------------- | ---------------------- | ---------- | ----- |
| 第30回アカデミー賞                         | 主演女優賞                       | ジョアン・ウッドワード | 受賞       | [ 5 ] |
| 第11回英国アカデミー賞                     | 最優秀外国女優賞                 | ジョアン・ウッドワード | ノミネート | [ 6 ] |
| 第15回ゴールデングローブ賞                 | 映画部門 主演女優賞 (ドラマ部門) | ジョアン・ウッドワード | 受賞       | [ 7 ] |
| 1957年ナショナル・ボード・オブ・レビュー賞 | 女優賞                           | ジョアン・ウッドワード | 受賞       |       |

ジョアン・ウッドワードはアカデミー主演女優賞を受賞し、その後、映画Sybil（1976年）でCornelia Wilbur博士を演じた。
ウッドワードは、Sybil Dorsett（プライムタイム・エミー賞を受賞したサリー・フィールドが演じた）を多重人格障害と診断し治療に導いた精神科医を演じ、役が逆転することになった。